# 39/Smooth
39/Smooth je první album americké punk rockové skupiny Green Day. Vyšlo 13. dubna 1990. V roce 1991 bylo společně s EP The Slappy a 1,000 Hours vydáno jako 1,039/Smoothed Out Slappy Hours.

## Seznam písní
1. At The Library
2. Don't Leave Me
3. I Was There
4. Disappearing Boy
5. Green Day
6. Going to Pasalacqua
7. 16
8. Road to Acceptance
9. Rest
10. The Judge's Daughter
11. Paper Lanterns
12. Why Do You Want Him?
13. 409 In Your Coffeemaker
14. Knowledge
15. 1,000 Hours
16. Dry Ice
17. Only Of You
18. The One I Want
19. I Want To Be Alone